# Wolfram Adolphi
Wolfram Adolphi (* 6. Januar 1951 in Leuna) ist ein deutscher Journalist, auf Ostasien spezialisierter Politikwissenschaftler und Romanautor. Von 1990 bis zum Bekanntwerden seiner Tätigkeit als inoffizieller Mitarbeiter der DDR-Staatssicherheit 1991 war er Landesvorsitzender der PDS in Berlin und Mitglied des Abgeordnetenhauses.

## Leben
Adolphi erwarb neben dem Abitur den Facharbeiterbrief als Rinderzüchter. Von 1971 bis 1976 studierte er Außenpolitik am Institut für Internationale Beziehungen der Akademie für Staats- und Rechtswissenschaft in Potsdam-Babelsberg. 1976 schrieb er dort seine Diplomarbeit zum Thema „Die Chinapolitik Frankreichs in den siebziger Jahren“. Von 1976 bis 1980 war er wissenschaftlicher Aspirant an der Sektion Asienwissenschaften der Humboldt-Universität zu Berlin (HU). 1978 war er zu einem Studienaufenthalt an der Botschaft der DDR in der VR China und absolvierte ein dreimonatiges Chinesisch-Sprachstudium am Pekinger Sprachinstitut. 1980 legte er seine Dissertation zum Thema „Zur Wirkung des Verhältnisses zwischen den USA und der VR China in Südostasien in den siebziger Jahren“ vor (betreut von Roland Felber und Bernd Kaufmann). 
Anschließend war er von 1980 bis 1985 als Korrespondent der außenpolitischen Wochenzeitung Horizont in Japan tätig. In dieser Position spionierte er als Kundschafter des Friedens für die Hauptverwaltung Aufklärung des Ministeriums für Staatssicherheit (MfS). Zwischen 1985 und 1988 war er erneut als wissenschaftlicher Aspirant an der HU tätig. 1987–1988 weilte er zu einem Studienaufenthalt in China, an der Peking-Universität, und am Zweiten Historischen Archiv (Di’er lishi dang’anguan) in Nanjing. Als Oberassistent wurde er 1988 SED-Parteisekretär an der Humboldt-Universität. 1989 verteidigte er die Dissertation B zur „Chinapolitik des faschistischen Deutschlands“.
Im Mai 1990 zog er für die PDS in die Stadtverordnetenversammlung von (Ost-)Berlin ein. Im selben Jahr wurde er erster Vorsitzender des Berliner PDS-Landesverbandes und Mitglied des Abgeordnetenhauses von Berlin. Nachdem Elternvertreter an der Schule seiner Kinder ihn der Stasi-Tätigkeit verdächtigt hatten, gab Adolphi seine Zusammenarbeit mit dem MfS im Juni 1991 öffentlich zu. Zwar sprach ihm der Landesverband mit 128 zu 59 Stimmen mehrheitlich das Vertrauen aus, dennoch musste Adolphi auf innerparteilichen Druck seine Mandate am 22. August 1991 niederlegen. Seine Nachfolge trat André Brie an, der seine Tätigkeit für das MfS noch verschwieg. Wegen seiner verschwiegenen IM-Tätigkeit erhielt Adolphi im selben Jahr von der Humboldt-Universität zu Berlin die fristlose Kündigung.
Adolphi arbeitete seither als Redakteur für die Zeitschrift „Utopie kreativ“, von November 2003 bis Oktober 2005 war er Mitarbeiter für die Öffentlichkeitsarbeit der Rosa-Luxemburg-Stiftung. Er war seit 2005, wie auch schon 1999 bis 2002, wissenschaftlicher Mitarbeiter im Bundestag für den Abgeordneten Roland Claus (Die Linke). Er gehörte bis 2017 zur Redaktion der Zeitschrift Das Argument und arbeitete am Historisch-kritischen Wörterbuch des Marxismus mit.
In Tagesmedien wie der Frankfurter Rundschau, der linken jungen Welt und der taz nahm und nimmt er zu politischen und zeitgeschichtlichen Themen Stellung.

## Veröffentlichungen
- Hartenstein. Band 3: Der Enkel vorne links. Nora, Berlin 2020, ISBN 978-3-86557-488-6
- Hartenstein. Band 2: Im Zwielicht der Spuren. Nora, Berlin 2018, ISBN 978-3-86557-437-4
- Hartenstein. Band 1: Der Balte vom Werk. Nora, Berlin 2015, ISBN 978-3-86557-386-5
- Die chinesische Karte. Roman. Nora, Berlin 2010, ISBN 978-3-86557-258-5
- Mao. Eine Chronik. Verlag Neues Leben, Berlin 2009, ISBN 978-3-355-01763-3
- Chinatraum. Roman. Nora, Berlin 2007, ISBN 3-86557-132-8
- Chinafieber. Roman.Nora, Berlin 2004, ISBN 3-86557-012-7
- mit Mechthild Leutner (Hrsg.), Peter Merker (Bearb.): Deutschland und China 1937–1949. Politik – Militär – Wirtschaft – Kultur. Eine Quellensammlung. Akademie Verlag, Berlin 1998, ISBN 3-05-002986-2
- mit Jörn Schütrumpf (Hrsg.): Ernst Thälmann: An Stalin – Briefe aus dem Zuchthaus 1939 bis 1941, Berlin 1996, ISBN 3-320-01927-9
- mit Achim Sperling, Roland Felber: Die Volksrepublik China 1979–1989. Eine kommentierte Chronik. Dietz, Berlin 1990, ISBN 3-320-01504-4
- Die Chinapolitik des faschistischen Deutschland 1937–1945. Habilitation, Humboldt-Universität zu Berlin, Berlin 1989
- mit Joachim Adolphi: High-Tech im Land der Samurai. Erlebnisse im Umfeld eines „Wirtschaftswunders“. (= nl konkret 84). Verlag Neues Leben, Berlin 1988, ISBN 3-355-00598-3
- Ders. u. a.: China-Westeuropa. Blickpunkt Weltpolitik. Staatsverlag der Deutschen Demokratischen Republik, Berlin 1981
- Zur Wirkung des Verhältnisses zwischen der Volksrepublik China und den Vereinigten Staaten von Amerika in Südostasien (1969–1979): Dissertation, Humboldt-Universität zu Berlin, Berlin 1980